# Absolute Power (álbum de Tech N9ne)
Absolute Power é o quarto álbum de estúdio do rapper Tech N9ne.  Ele alcançou a posição 79 na Billboard 200 , e vendeu mais de 250.000 cópias. Contém 20 faixas.

## Lista de faixas
1. "Intro"
2. "The Industry Is Punks"
3. "Here Comes Tecca Nina"
4. "Imma Tell"
5. "Slacker"
6. "Keep On Keepin' On"
7. "Gunz Will Bust"
8. "Bianca's and Beatrice's"
9. "Diamond Joe's (Interlude)"
10. "Slither"
11. "Disturbance (Interlude)"
12. "Trapped in a Psycho's Body"
13. "T9X"
14. "She Devil"
15. "Worst Enemy"
16. "Signing Off (Interlude)"
17. "Absolute Power"
18. "Yada, Yada, Yada"
19. "Constantly Dirty"
20. "I'm a Playa"

## Singles
- "Slacker"
- "Imma Tell"
- "Here Comes Tecca Nina"
- "I'm A Playa"